# Carlo Bossini
Carlo Bossini (Quinzano d'Oglio, 18 aprile 1909 – Brescia, 12 dicembre 1977) è stato un calciatore italiano, di ruolo attaccante.

## Carriera
Giocò con il Brescia in due campionati di Serie A ed un terzo in Serie B.